# Доровских, Анатолий Николаевич
Анатолий Николаевич Доровски́х (род. 23 ноября 1955, Сталино) — советский и российский автор-исполнитель песен, театральный актёр, певец. Заслуженный артист Российской Федерации (2018).
- Владение музыкальными инструментами: гитара
- Голос: баритон[1]

## Биография
Родился в городе Сталино (УССР), ныне Донецк. До службы в армии жил в Запорожской области в селе Богатом, заканчивал школу на украинском языке, что, по словам самого А. Доровских, и стало одной из основных причин выбора профессии.

«Желание петь с раннего детства было острым и неистребимым, во многом в этом „виноваты“ напевность украинской речи, украинского языка и южного солнца, наверное.
В моём детстве пели все, везде и всегда, не только за праздничным столом, но и во время работы и вечерами на лавочках…»— Анатолий Доровских
По окончании службы в Алтайском крае приехал в Москву, поступил в ГУЦЭИ (Государственное училище циркового и эстрадного искусства имени Румянцева), закончил эстрадное отделение. В годы учёбы в ГУЦЭИ по настоянию педагога Ганны Алексеевны Грановской начал писать свои песни.
Работал в компании «Московский цирк на сцене». В студии «Театр» авангардного режиссёра Алексея Левинского играл Лаэрта в спектакле «Гамлет». Участвовал в мюзикле композитора Сергея Дрезнина «Ромео и Джульетта из Сараево».
С 1983 года работал солистом «Оркестра советской песни» Росконцерта под руководством Игоря Петренко, тогда же поступил в Государственное музыкальное училище имени Гнесиных, знаменитую Гнесинку (ныне Российская академия музыки имени Гнесиных) на факультет эстрадного вокала.
В 1986 году был отправлен участвовать в Первом Всесоюзном телевизионном конкурсе молодых исполнителей советской песни «Юрмала-86», стал дипломантом конкурса.

### Семья
- Мать: Доровских (Бережникова) Валентина Егоровна
- Отец: Доровских Николай
- 1-я супруга: Короткова Анна Николаевна
- 2-я супруга: Доровских Дарья Борисовна (журналистка)[4]

Биологического отца Анатолий Доровских никогда не видел. Вместе со старшим братом Владимиром воспитывался матерью и отчимом. Сколько-нибудь заметного следа родители в становлении Анатолия как артиста не оставили, так как были очень простыми и далёкими от искусства людьми, мама работала сначала на шахте, а потом на Бумажной фабрике, отчим был чернорабочим.

## Творчество
С 1989 года сотрудничает со своими земляками, дуэтом братьев-близнецов, Сергеем и Николаем Радченко.
В 1996 году была написана песня «Молитва», которая в исполнении Людмилы Гурченко стала «гимном матерей бойцов афганской и чеченской войн» (Л.Гурченко). Песня «Молитва» вошла в диск «Жизнь как дым…», 2004. Песня долгое время не допускалась в радио- и телеэфиры. В апреле-мае 2005 года на песню А. Доровских «Молитва» был снят клип. Режиссёр видео — Фёдор Бондарчук
.
Более широкую известность песня приобрела после смерти актрисы, ставшей её первой исполнительницей. В частности, «Молитву» в образе Л. Гурченко исполнили Ю. Савичева, Э. Блёданс, А. Агурбаш в рамках проекта «Один в один!», О. Кормухина, Т. Гвердцители, Наргиз Закирова. В проекте Первого канала «Достояние республики» в выпуске от 14 ноября 2015 года, посвящённом Л. Гурченко, по итогам голосования телезрителей и зрителей в студии лучшей песней из репертуара Людмилы Гурченко признана композиция «Молитва».
В 2000 году была написана песня «Командир», которую исполняет Иосиф Кобзон. Песня «Командир» вошла в диск «Поклонимся великим тем годам», 2002.
С 2002 года началось и до сих пор продолжается сотрудничество с ансамблем песни и пляски гарнизонного Дома офицеров «Реутово» ОДОНа (отдельной дивизии оперативного назначения внутренних войск). Для внутренних войск создано более двух десятков композиций: военно-патриотических и лирических. К 90-летию Дивизии и награждению ОДОНа Орденом Жукова созданы 2 новые праздничные композиции.

...Художественный руководитель Академического ансамбля песни и пляски внутренних войск МВД России генерал-майор Виктор Елисеев убежден: сегодня на российской эстраде только два композитора, Игорь Матвиенко, который работает с группой "Любэ", и Анатолий Доровских, создают сильные, достойные композиции на военно-патриотическую тему
Является членом Российского Авторского Общества (РАО), имеет более ста пятидесяти зарегистрированных произведений, среди которых песни о городах: о Хлынове-Вятке-Кирове, о городе Тосно, гимн города Лыткарино, корпоративные песни (А. Доровских за создание песни «„Карат“ как судьба…» награждён миниатюрной копией памятника сырку «Дружба»), спортивных команд и обществ (хоккейная команда Торнадо, ФК Торпедо, ФК Спартак), общественных и коммерческих организаций, а также пишет популярные песни в разных жанрах.
В 2010 году завершил работу над музыкальным проектом Москва — Иерусалим (стихи О. Зингер, музыка А. Доровских).
В 2012 году вышел новый диск братьев Радченко, куда вошли несколько новых композиций Анатолия Доровских («Не улетай, Душа!», «Я пишу тебе, мама», «Дарю цветы»), также Анатолий Доровских пишет песни для артиста Виталия Фокина, который с песней А. Доровских «Письмо Президенту» стал лауреатом Конкурса детской патриотической песни-2010, продолжает сотрудничество с Ириной Бренер, выступает в концертах Братьев Радченко, даёт сольные концерты.
10 песен А. Доровских в исполнении депутата ГД РФ В. А. Семёнова вошли в подарочный диск В. А. Семёнова.
Песню Анатолия Доровских «Не улетай, Душа!» оценила, переработала в своей манере и исполняет в концертах певица Евгения Смольянинова.
В июле 2014 года Анатолий Доровских завершил работу над сольным проектом «У Атамана», где он выступил и как автор песен (в альбом вошло 10 авторских композиций казачьей тематики, написанных А. Доровских в разные годы, и 2 народные песни «Ніч яка місячна» и «Не для меня»), и как исполнитель.
За заслуги в области культуры и искусства Анатолий Доровских удостоен благодарности Президента Российской Федерации.